# مايكل بوبليه
مايكل بوبليه (Michael Bublé؛ ولد في 9 سبتمبر 1975) هو مغني جاز وممثل كندي. عاش مايكل بوبليه في فانكوفر بكولومبيا البريطانية. تعرف على الموسيقى الراقصة عن طريق جده، وبدأ بالغناء بأسلوب مشابه لذلك. وهو في سن المراهقة ربح جائزة البحث عن المواهب الكندية الصغيرة (Canadian Youth Talent Search)، وقام بعد ذلك بإصدار عدة ألبومات.
تعرّف لاحقاً بالمنتج الموسيقي الكنديّ الحائز على جائزة الغرامي ديفد فوستر فتعاقد معه لإنتاج الأعمال الموسيقيّة في تسجيلات ريبرايز (Reprise Records). عمل الاثنان على الألبوم المسمّى باسم مايكل بوبليه، وأطلق الألبوم في بداية العام 2003. احتوى الألبوم على عدّة أغان ناجحة مثل "Fever" و"The Way You Look Tonight" و"Moondance" و"How Can You Mend a Broken Heart". قام بعد نجاح الألبوم بجولة عالميّة وظهر في عدة برامج تلفزيونيّة مثل Talk Show الخاص بـ هيئة الإذاعة الوطنية. أنهى عام 2003 مع إطلاق إصدار خاص بمناسبة عيد الميلاد وهو "Let It Snow". في بداية العام 2004 عمل على الألبوم المباشر "Come Fly with Me". في عام 2005 أطلق ألبوماً آخراً وهو "It's Time" الّذي حصل على المركز الأوّل من حيث المبيعات في كلّ من كندا واليابان وأستراليا وإيطالياولبنان، كما واحتل الألبوم المراكز العشر الأولى في سباقات المملكة المتحدة والولايات المتحدة الأمريكية. في نفس العام لاحقاً أطلق ألبوماً مباشراً بعنوان "Caught in the Act" وفي 2011 أطلق البوماً جديدا أيضاً خصيصاً لعيد الميلاد وهو «عيد الميلاد».
كما وقد ظهر بوبليه في عدّة أفلام أبرزها Duets (عام 2000)، وThe Snow Walker (عام 2003)، وLas Vegas (عام 2005)، وDa Kath & Kim Code (عام 2005).

## وصلات خارجيّة
- الموقع الرّسمي
- VH1.com

## روابط خارجية
- مايكل بوبليه على موقع IMDb (الإنجليزية)
- مايكل بوبليه على موقع الموسوعة البريطانية (الإنجليزية)
- مايكل بوبليه على موقع ألو سيني (الفرنسية)
- مايكل بوبليه على موقع ميوزك برينز (الإنجليزية)
- مايكل بوبليه على موقع أول موفي (الإنجليزية)
- مايكل بوبليه على موقع قاعدة بيانات الأفلام السويدية (السويدية)
- مايكل بوبليه على موقع إن إن دي بي (الإنجليزية)
- مايكل بوبليه على موقع أول ميوزيك (الإنجليزية)
- مايكل بوبليه على موقع ديسكوغز (الإنجليزية)
- مايكل بوبليه على موقع قاعدة بيانات الفيلم (الإنجليزية)